# Saint-Martin-de-Sallen
Saint-Martin-de-Sallen település Franciaországban, Calvados megyében. Lakosainak száma 620 fő (2018. január 1.). Saint-Martin-de-Sallen Campandré-Valcongrain, Caumont-sur-Orne, Cauville, Culey-le-Patry, Curcy-sur-Orne, Esson, Hamars, Saint-Rémy és Thury-Harcourt községekkel határos.

## Népesség
A település népessége az elmúlt években az alábbi módon változott:
| Lakosok száma | 562  | 552  | 467  | 457  | 456  | 575  | 604  | 618  | 637  | 620  |
|               | 1962 | 1968 | 1982 | 1990 | 1999 | 2008 | 2011 | 2013 | 2017 | 2018 |